# Coneheads
Coneheads är en amerikansk komedifilm från 1993 i regi av Steve Barron.

## Handling
Två utomjordingar kraschlandar på jorden och det kommer att ta flera år att hämta hem dem. Till dess måste de anpassa sig och försöka integrera sig så gott det går i New Jersey. Om någon undrar över deras udda skallform, deras sätt att tala eller andra märkligheter säger de att de kommer från Frankrike. De får också en dotter som absolut inte ville åka hem.

## Om filmen
Coneheads regisserades av Steve Barron. Filmen bygger på en sketch i det amerikanska komediprogrammet Saturday Night Live och manuset skrev av Tom Davis, Dan Aykroyd, Bonnie Turner och Terry Turner. Aykroyd spelade själv huvudrollen som Beldar Conehead, en av utomjordingarna.
Filmen innehåller stop motion-animeringar gjorda av Phil Tippett.

## Rollista (urval)
| Dan Aykroyd      | – Beldar Conehead         |
| Jane Curtin      | – Prymaat Conehead        |
| Michelle Burke   | – Connie Conehead         |
| Jason Alexander  | – Larry Farber            |
| Parker Posey     | – Stephanie               |
| Chris Farley     | – Ronnie                  |
| Sinbad           | – Otto                    |
| Phil Hartman     | – Marlax                  |
| Michael Richards | – anställd på motell      |
| Eddie Griffin    | – kund                    |
| Adam Sandler     | – Carmine                 |
| David Spade      | – Eli Turnbull, INS-agent |
| Garrett Morris   | – kapten Orecruiser       |
| Drew Carey       | – passagerare i taxi      |
| Kevin Nealon     | – senator                 |
| Ellen DeGeneres  | – tränare                 |
| Laraine Newman   | – Laarta                  |
| Tim Meadows      | – atletisk cone           |
| Julia Sweeney    | – rektor                  |